# Škoda 1203
Škoda 1203/TAZ 1500 – samochód dostawczy występujący w wielu odmianach nadwozia, produkowany w Czechosłowacji i powstałych po jej rozpadzie krajach w latach 1968–1999 przez Škodę oraz TAZ, a od 1994 do 2017 roku na indywidualne zamówienia przez Ocelot Auto.

## Historia i opis modelu
Pierwszy prototyp tego modelu oznaczony symbolem Škoda 979 zaprezentowano w roku 1957, miał on silnik z osobowej Škody 1201. W 1962 roku we współpracy z ČZ Strakonice na podwoziu Škody 1203 zbudowano samochód rolniczy (tzw. agromobil) Škoda 998 na wzór niemieckiego Unimoga, łącznie powstały 23 egzemplarze tego oryginalnego pojazdu
Model 1203 wytwarzany był początkowo od 1968 roku w czechosłowackiej (od 1993 r. w czeskiej) fabryce Škody w Vrchlabí. W 1973 roku część, a w roku 1981 całość produkcji przeniesiono do czechosłowackiej (od 1993 r. słowackiej) fabryki TAZ w Trnawie. Po przeniesieniu produkcji pojazd nosił nazwę Škoda TAZ 1203, a od roku 1993 i rozpadu Czechosłowacji, TAZ 1500. Auto otrzymało niewielki face lifting (między innymi zamieniono prostokątne światła na okrągłe). Samochód ze względu na przestarzałą konstrukcję wycofano z produkcji w roku 1997. Kilka miesięcy po zakończeniu produkcji urządzenia do produkcji samochodu kupiła czeska firma Ocelot Auto Vladimira Matejki, która w mieście Žacléř rozpoczęła na indywidualne zamówienia produkcję samochodu pod nazwą Ocelot 1500.
Pod marką Škoda we Vrchlabí w latach 1968–1981 wytworzono 69 727 egzemplarzy tego samochodu. 

## Dane techniczne

### Silnik (1,2)
- R4 1,2 l (1221 cm³), 2 zawory na cylinder, OHV
- Średnica × skok tłoka: 72,00 mm × 75,00 mm
- Stopień sprężania: 7,8:1
- Moc maksymalna: 51 KM (38 kW) przy 4600 obr./min
- Maksymalny moment obrotowy: 88 N•m przy 3000 obr./min

### Osiągi
- Przyspieszenie 0-100 km/h: b.d.
- Prędkość maksymalna: 105 km/h[4]

### Silnik (1,4)
- R4 1,4 l (1433 cm³), 2 zawory na cylinder, OHV
- Średnica × skok tłoka: 72,00 mm × 88,00 mm
- Stopień sprężania: 8,7:1
- Moc maksymalna: 57 KM (42 kW) przy 4500 obr./min
- Maksymalny moment obrotowy: 105 N•m przy 2500 obr./min

### Osiągi
- Przyspieszenie 0-100 km/h: b.d.
- Prędkość maksymalna: 110 km/h[5]

## Galeria

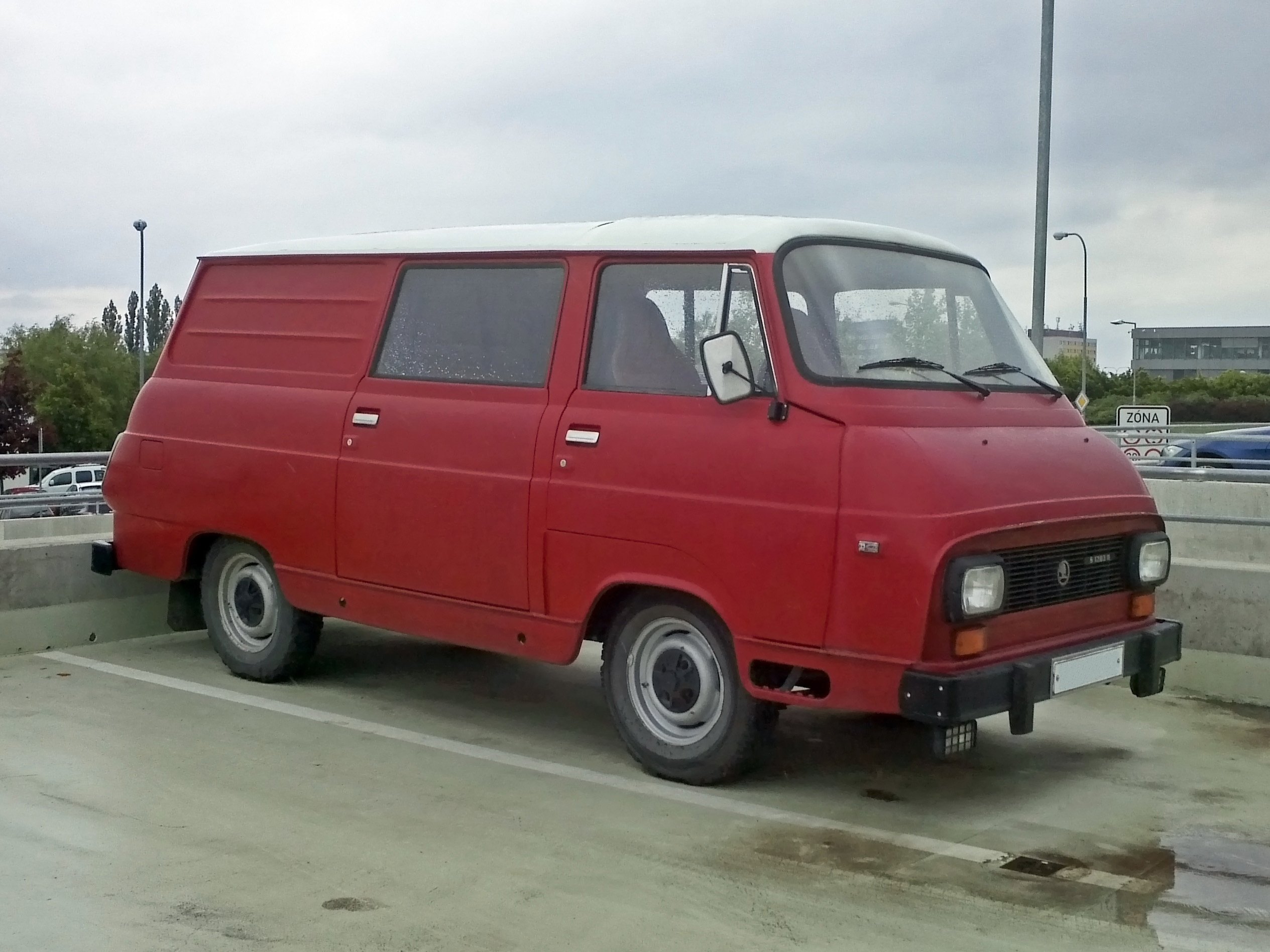
Škoda 1203
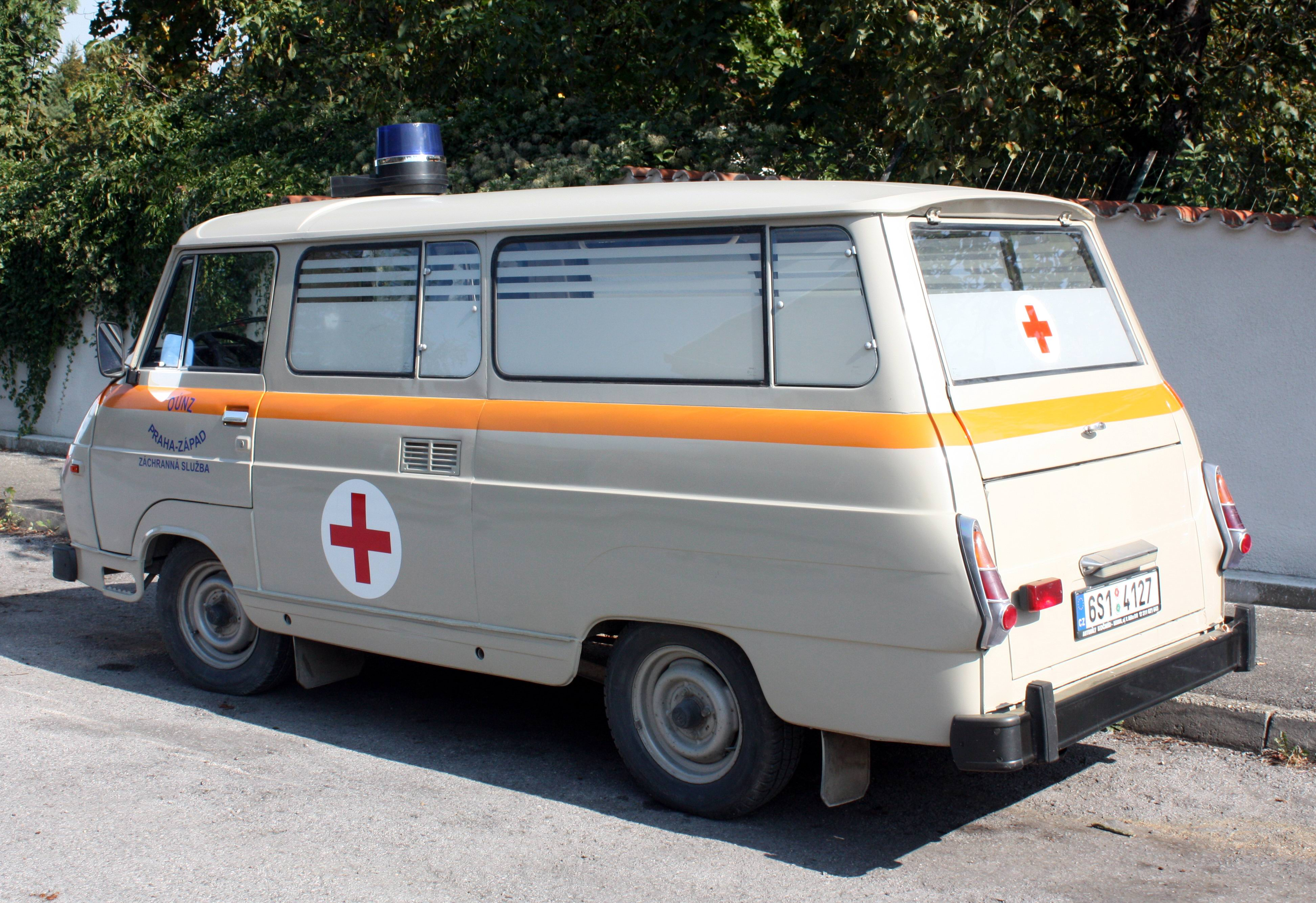
Škoda 1203 Ambulans – tył pojazdu
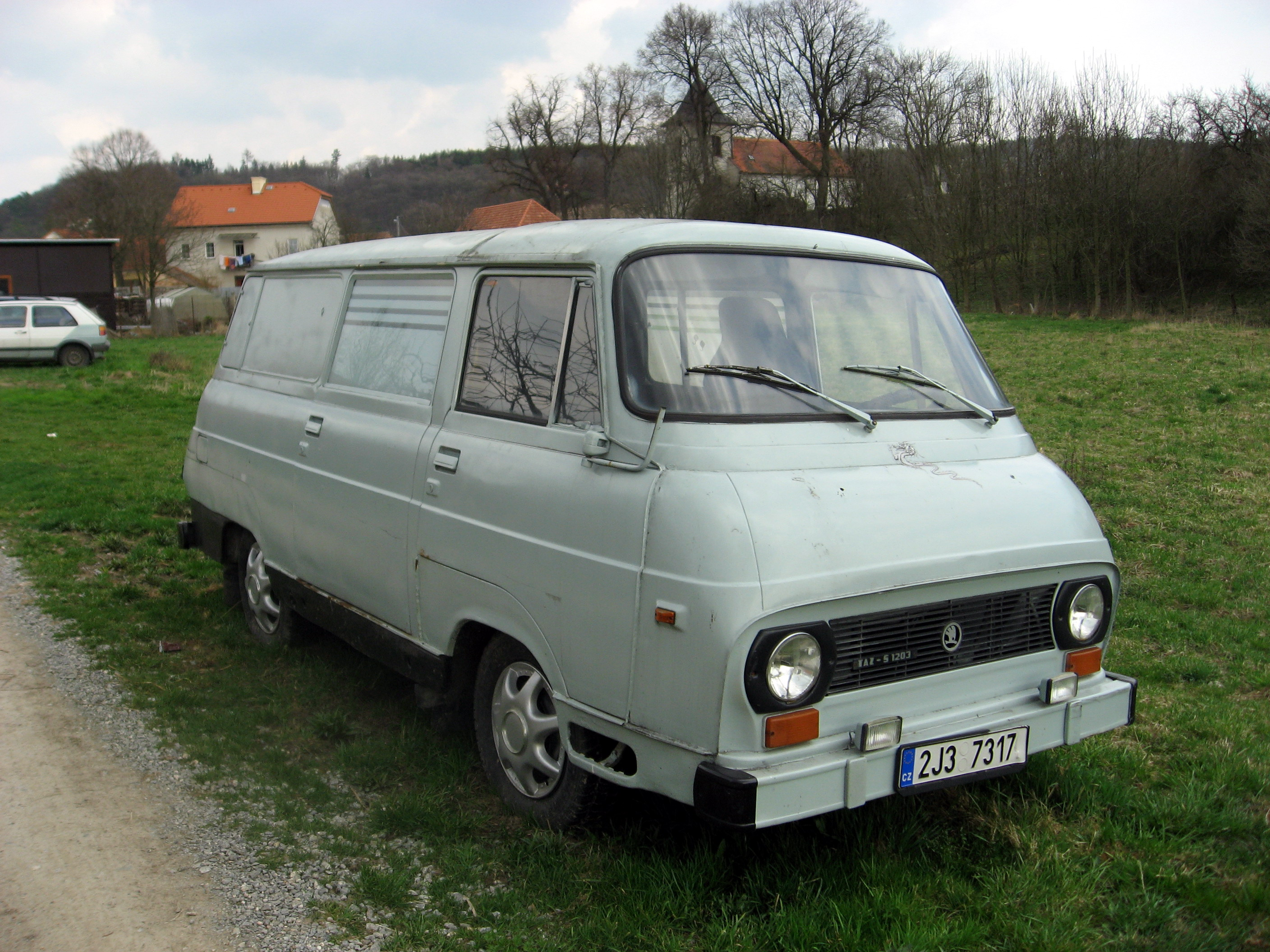
Škoda TAZ 1203
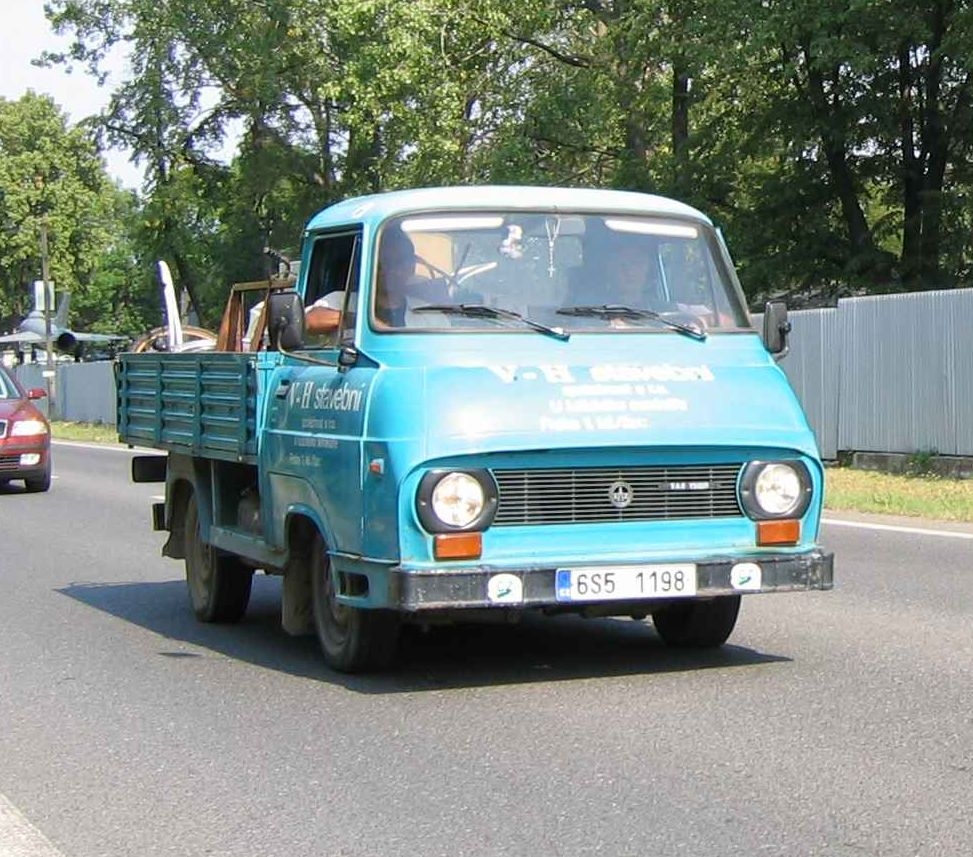
TAZ 1500
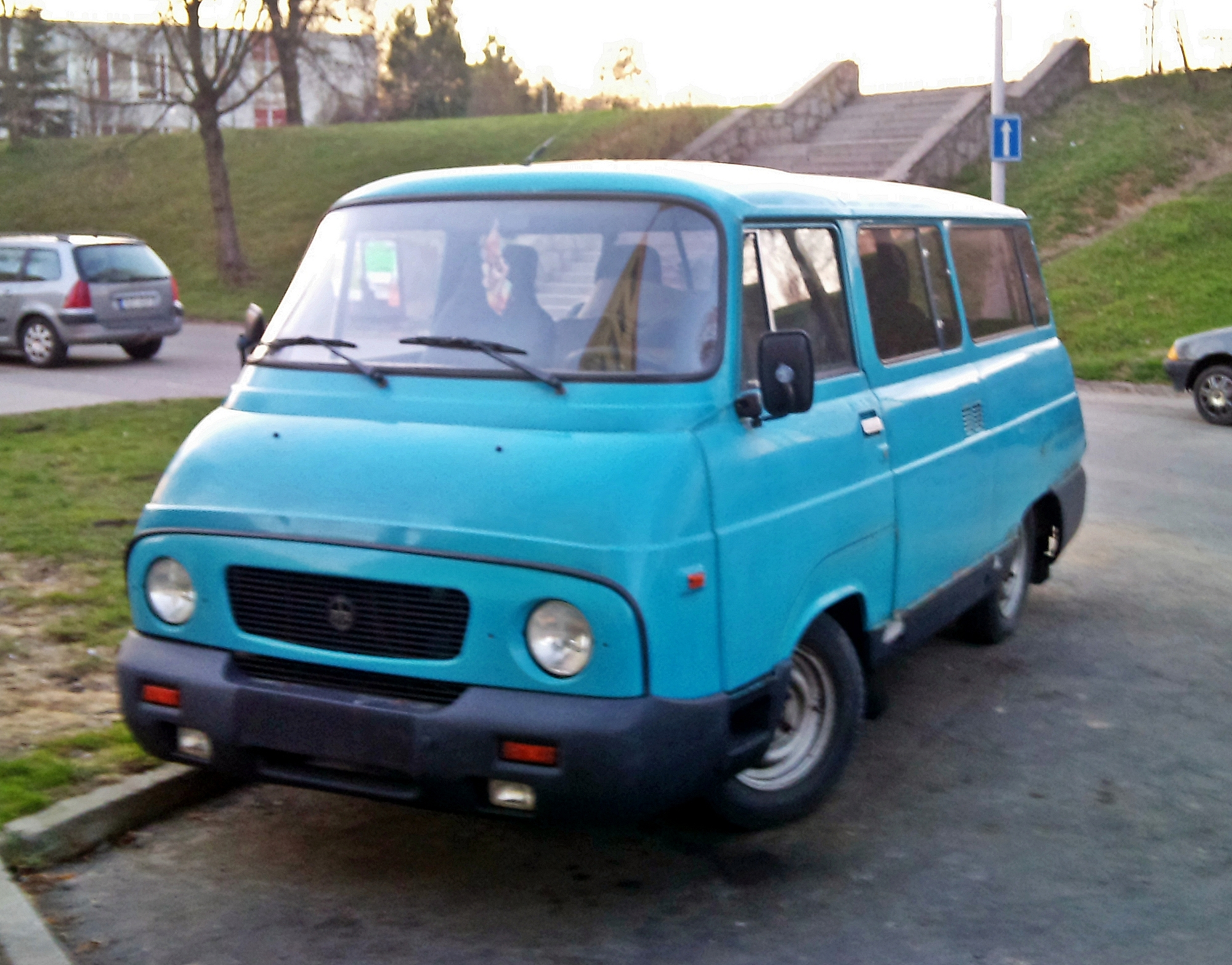
TAZ 1500 z ostatnich lat produkcji